# Kikstart 2
Kikstart 2 ist ein Motorrad-Trial-Spiel, das 1987 von der Spielefirma Mr. Chip Software für den Commodore 64 und den Amiga entwickelt wurde. Das Spiel erlaubt es ein Kopf-an-Kopf Rennen auf einem horizontal geteilten Bildschirm zu bestreiten. Es ist die Fortsetzung des 1985 erschienenen Kikstart: Off-Road Simulator und wurde auf viele populäre Plattformen portiert.

## Beschreibung
Ziel des Spieles ist es, ein Trial-Motorrad über einen Kurs mit verschiedenen Hindernissen zu navigieren. Dabei sind unterschiedliche Rampen, Tore und Zäune zu überwinden. Auf dem Kurs befinden sich Reifen und Hecken, diese sind mit maximaler Geschwindigkeit zu überspringen, weitere Fallen sind Schlammlachen, diese bremsen den Fahrer ab.
Im Spiel ist es möglich, aus 24 Kursen ein Set von 5 Kursen auszuwählen, oder man lässt den Computer nach dem Zufallsprinzip die 5 Kurse auswählen.

## Portierungen
Das Spiel wurde für die folgenden Systeme veröffentlicht: Amiga, Amstrad CPC (1988), Commodore 128 und ZX Spectrum (1988).
Eine verbesserte Version wurde für den Commodore 128 veröffentlicht, es ist einer der wenigen Spieletitel, welche für den nativen 128-Modus freigegeben wurden.